# Sandringham (manzana)
Sandringham es una variedad cultivar de manzano (Malus domestica).
Criado por el guardabosques Perry en Sandringham, Norfolk. Registrado en 1883, año en el que recibió un Certificado de Primera Clase de la Royal Horticultural Society. Introducido por Veitch. Las frutas tienen una pulpa blanda, áspera y harinosa con un sabor subácido.

## Sinónimos
- "The Sandringham".

## Historia
'Sandringham' es una variedad de manzana procedente de una plántula de polinización abierta de 'Winter Pearmain' criada por Perry / Penny, jardinero jefe y cuidador de animales de caza en Sandringham, Norfolk Inglaterra (Reino Unido). Introducido en 1883, año en el que recibió un Certificado de Primera Clase de la Royal Horticultural Society. Introducido por Veitch.
'Sandringham' se cultiva en la National Fruit Collection con el número de accesión: 2000-087 y Accession name: Sandringham.

## Características
'Sandringham' tiene un tiempo de floración que comienza a partir del 13 de mayo con el 10% de floración, para el 19 de mayo tiene una floración completa (80%), y para el 28 de mayo tiene un 90% de caída de pétalos.
'Sandringham' tiene una talla de fruto de mediano a  grande; forma tronco cónica, altura 57.00 mm y anchura 73.00 mm; con nervaduras débiles; epidermis con color de fondo verde que madura a amarillo dorado, importancia del sobre color medio, con color del sobre color rojo, con sobre color patrón naranja pálido lavado en la cara expuesta al sol y marcado con rayas rojas dispersas, así como lenticelas rojizas oscuras, "russeting" (pardeamiento áspero superficial que presentan algunas variedades) medio; cáliz de tamaño pequeño y parcialmente abierto, situado en una cuenca algo profunda y estrecha; pedúnculo corto y delgado, colocado en una cavidad con "russeting" profunda y estrecha; carne de color blanco crema, de grano grueso, blanda y harinosa. Algo astringente cuando no está maduro.
Su tiempo de recogida de cosecha se inicia a mediados de octubre. Se conserva bien durante dos meses en cámara frigorífica.

## Progenie
'Sandringham' es el Parental-Padre de la variedades cultivares de manzana:
- Eynsham Dumpling

## Usos
Excelente manzana de uso en fresco como postre. De uso en cocina pues hace una salsa de manzana dulce, rica en sabor y color crema.

## Ploidismo
Diploide, auto estéril. Grupo de polinización: E, Día 19.